# Grisette
Grisette var en historisk fransk term för en kategori prostituerade.
Termen stod ursprungligen bara för en urban arbetarklasskvinna som inte arbetade som tjänare (det vanligaste yrket för en arbetande kvinna), utan i något annat yrke som var öppet för kvinnor, i praktiken inom sömnad, tvätt eller som butiksbiträde. Namnet kom från namnet grått, eftersom arbetande kvinnor ofta klädde sig i grått. 
Det hade också en dubbelmening, då det också stod för en kvinna som till skillnad från en Lorette inte försörjde sig på prostitution, men som ibland kombinerade sitt verkliga yrke genom att tillfälligt sälja sex. 
Termen är känd från 1600-talet fram till sekelskiftet 1900. 